# Rauschwitz
Rauschwitz est une commune allemande de l'arrondissement de Saale-Holzland, Land de Thuringe.

## Géographie
La commune regroupe les villages de Döllschütz, Karsdorfberg, Pretschwitz, Rauschwitz et Schmörschwitz.
| Mertendorf | Schkölen   | Petersberg |
| Schkölen   | Rauschwitz | Hainspitz  |
| Bürgel     |            | Serba      |

## Histoire
Döllschütz et Schmörschwitz sont mentionnés pour la première fois en 1145, Pretschwitz et Rauschwitz en 1230, Karsdorfberg en 1378. Leurs territoires sont alors la propriété de l'abbaye de Bürgel.

## Personnalités liées à la commune
- Erwin Baum (1868–1950), homme politique de Thuringe

## Source, notes et références
- (de) Cet article est partiellement ou en totalité issu de l’article de Wikipédia en allemand intitulé « Rauschwitz » (voir la liste des auteurs).